# Peter Kingsley (24)
Peter Kingsley es uno de los personajes ficticios y villanos centrales de la serie norteamericana 24.

## Perfil
Kingsley es el líder de alguna innombrada compañía petrolera, con fuertes intereses en el mar Caspio. Con el objetivo de elevar las utilidades de su empresa, se alía con un traficante de armas llamado Max, para iniciar una guerra en Medio Oriente que haga subir el precio internacional del petróleo.

## Peter Kingsley en 24

### Previo a la Temporada 2
Para llevar a cabo sus ambiciones, Kingsley establece contactos con la NSA, en particular con su director Roger Stanton, y con Sherry Palmer, para engañarlos convenciéndoles de permitir al grupo terrorista Segunda Ola que permitan ingresar una bomba nuclear a Estados Unidos. A continuación, soborna al líder del grupo de avanzada de la NSA, Jonathan Wallace, para que deje pasar la bomba y que se asegure de que estalle.

### Temporada 2
Con el objetivo de dirigir la guerra en la dirección correcta, Kingsley encargó a un hacker llamado Alex Hewitt que creara una prueba de audio inculpando a tres países de Medio Oriente del ataque. Con la prueba colocada convenientemente en la casa del terrorista Syed Alí, Kingsley lograría que los Estados Unidos se convencieran de que estaban siendo atacados por los tres países y respondieran en consecuencia. Esta grabación sería conocida en la serie como el "Audio de Chipre".
Sin embargo, la bomba es encontrada por la UAT de Los Ángeles, y gracias al sacrificio de su Director, George Mason, ésta es detonada fuera de la ciudad. Esto deja a Kingsley con un problema extra: la bomba habría eliminado a Hewitt, Wallace, y a cualquiera que pudiera probar que el audio era falso, si hubiera estallado en Los Ángeles. Así que Kingsley pone su plan en acción ordenando la eliminación de Wallace, quien tiene una copia del audio auténtico.
Wallace logra escapar con Jack Bauer y le entrega la grabación antes de morir, en la forma de un chip con ficheros de audio formato AIFF. Pero el chip es robado por unos xenófobos que atacaron a los agentes extranjeros que ayudaban a Jack. Jack es capturado por los hombres de Kingsley y torturado. Kingsley le ofrece a Jack un trato. Jack se rehúsa y logra escapar para recuperar el chip, pero éste está dañado y no puede se usado como prueba. Ante la insistencia de uno de los enlaces de Max, Alexander Trepkos, Kingsley asegura que Jack no será un problema y que el Presidente David Palmer no podrá soportar la presión e iniciará la guerra.
Cuando Palmer es, en efecto, depuesto por negarse a atacar a los tres países, Kingsley está a punto de obtener la victoria. Sin embargo, Sherry Palmer logra encontrar a Hewitt y a Jack, y revela que ella conocía a Kingsley y estaba al tanto de la grabación de Chipre. Hewitt muere y Sherry queda herida. Jack finalmente debe requerir la ayuda de Sherry, quien accede a un intercambio con Kingsley: los audios originales, por Hewitt. La reunión será grabada por Jack como evidencia en vivo de que el audio de Chipre es falso, esperando que Sherry haga a Kingsley inculparse a sí mismo.
La treta funciona, y Kingsley reconoce que el audio de Chipre fue creado para la ocasión. Además admite que Sherry no sabía de los planes de Kingsley como un todo. Pero al darse cuenta de que Hewitt no está, Kingsley ordena que Sherry sea eliminada. Jack la salva, y durante el tiroteo, Kingley confronta a un agónico Jack, quien sufre del corazón tras las torturas sufridas. Kingsley está a punto de eliminar a Jack, pero es abatido por un francotirador en un helicóptero de la UAT.
Unos minutos después, Max se enteraría del deceso de Kingsley y la retaliación de los Estados Unidos, por parte de Trepkos, lo que lo conduciría a un plan secundario -- un ataque directo a David Palmer.

## Otros Detalles
De acuerdo a Trepkos, Kingsley se caracteriza por ser muy filosófico o metafísico.
- Datos: Q9058765